# 布拉德利·肯德尔
布拉德利·肯德尔（英語：Bradley Kendell，1981年2月8日—），美国男子帆船运动员。他曾代表美国参加2016年夏季残疾人奥林匹克运动会帆船比赛，联同里克·多尔和休·弗罗因德获得一枚银牌。